# Matthäa Held
Matthäa Held (* 11. November 1942 in Dreisbach im Westerwald; † 13. März 2018 in Paderborn) mit Taufnamen Agnes war eine Ordensschwester in der Kongregation der Schwestern der Christlichen Liebe.

## Leben und Wirken
Nach dem Besuch der Volksschule (1948–1956) in Dreisbach absolvierte Agnes Held eine Berufsausbildung zur Hauswirtschafterin (1957–1960) in Siegburg und trat im April 1961 in die Kongregation der Schwestern der Christlichen Liebe in Paderborn ein, wo sie den Ordensnamen Sr. Matthäa erhielt. Während ihres Noviziates legte sie die Prüfung der Mittleren Reife in Münster ab und besuchte von 1964 bis 1967 die Fachschule für Sozialpädagogik in Köln. Von 1967 an arbeitete sie im Kinderheim Pauline von Mallinckrodt in Siegburg, zunächst als Gruppenleiterin, dann von 1973 bis 2008 als Heimleiterin. Von Juli 2008 bis zu ihrem Tod 2018 war sie im Mutterhaus und bis 2016 auch in der Provinzleitung ihrer Ordenskongregation in Paderborn tätig.

## Ehrungen
1987 wurde Sr. Matthäa das Verdienstkreuz am Bande der Bundesrepublik Deutschland verliehen für ihr Engagement zur Verbesserung der Qualität der Heimerziehung und die Beachtung der sich ständig ändernden Anforderungen der Jugendhilfe.
2008 erhielt sie das Verdienstkreuz 1. Klasse der Bundesrepublik Deutschland für ihr Lebenswerk, darunter besonders die Öffnung des Kinder- und Jugendheimes Pauline von Mallinckrodt gegenüber örtlichen Schulen und Vereinen sowie die gelungene Integration der Kinder und Jugendlichen in die Stadt Siegburg.

## Schriften
- (Hrsg.): Schaut in unser Leben (1903–2003). Rheinlandia Verlag Klaus Walterscheid, Siegburg 2003, ISBN 3-935005-55-5.